# Гулый, Денис Юрьевич
Дени́с Ю́рьевич Гу́лый (род. 24 декабря 1993, Павлодар) — казахстанский футболист, нападающий.

## Карьера
В 2017 году дебютировал в составе «Армана» на международном турнире по пляжному футболу в Батуми, где павлодарский клуб стал победителем. В 2018 выиграл свой первый профессиональный трофей, став обладателем Кубка Казахстана.

## Достижения

### Командные
- Обладатель Кубка Казахстана по пляжному футболу: 2018